# انبعاثات الغازات الدفيئة الصادرة من تركيا

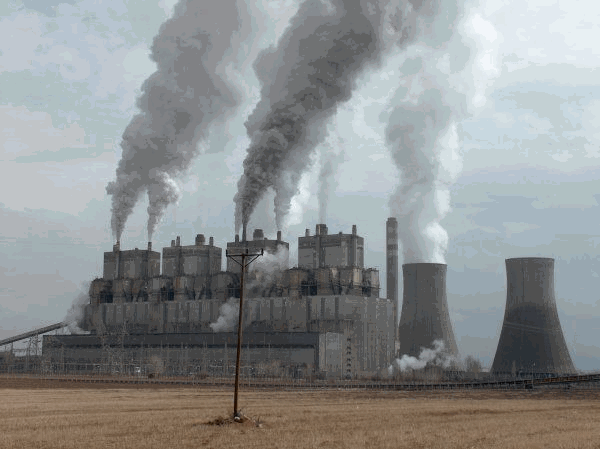

تنطلق نصف انبعاثات الغازات الدفيئة في تركيا ناتجةً عن الفحم والسيارات والماشية، وتمتص الأشجار خُمس هذه النسبة. تُنتج تركيا نحو 500 ميغا طن من ثاني أكسيد الكربون المكافئ للغازات الدفيئة سنويًا، أي ما يُعادل أكثر من 1% من النسبة العالمية. يعادل هذا نحو 6.5 طن للفرد، وذلك أسوأ من المتوسط العالمي البالغ 5 أطنان. أحد الأسباب الرئيسية لذلك هو دعم محطات الطاقة التي تعمل بالفحم في تركيا، إذ كانت إحدى الدول التي ساهمت بدرجة كبيرة في زيادة الانبعاثات العالمية بين عامي 2008 و2018، لكنها الآن تستثمر في استخدام الطاقة المتجددة وكفاءة الطاقة. ومن المرجح أن تفي بالمساهمة الوطنية المحددة التي قدمتها إلى هيئة اتفاقية الأمم المتحدة المعنية بتغير المناخ.
انطلق نحو 520 ميغا طن من الغازات الدفيئة عام 2017، وامتصت الغابات 100 ميغا طن. رغم توقع وجود آثار شديدة لتغير المناخ في تركيا، وُصفت خطط البلاد للحد من الانبعاثات بأنها غير كافية إلى حدٍ بعيد. يساهم قطاع الطاقة والنقل في تركيا بأكثر من 70% من الغازات الدفيئة. وتمثل نسبة الانبعاثات من الزراعة والصناعة نحو 15%، وتمتص الغابات والأراضي المستصلحة نحو 20%. يُمثل الفحم المستخدم في توليد الكهرباء للتدفئة والصناعة معظم انبعاثات ثاني أكسيد الكربون الناتجة عن الوقود الأحفوري التركي، يليه الغاز الطبيعي المستخدم أيضًا في توليد الكهرباء والتدفئة، والمنتجات البترولية المستخدمة للنقل.
وقّعت تركيا على اتفاقيات عالمية للحد من انبعاثات الغازات الدفيئة، لكنها لم تُصادق عليها. ولم تصادق بعد على اتفاقية كيغالي المتعلقة ببروتوكول مونتريال لتنظيم مركبات الكربون الهيدروفلورية، وهي ضمن نسبة قليلة من البلدان التي لم تصادق على اتفاقية باريس بشأن تغيّر المناخ.

## هدف 2030
قدمت تركيا أهداف المُساهمات الوطنية المُحددة المقررة إلى هيئة الأمم المتحدة المعنية بتغير المناخ عام 2015، وستؤدي هذه الأهداف سنة 2030 إلى زيادة اجمالية في الانبعاثات مقارنةً بعام 2010. وفقًا لمقدار الفرد الواحد فان الهدف سيضمن أيضًا معدل الانبعاثات الذي يبلغ 10 أطنان للفرد الواحد عام 2030. ومع ذلك، اعتبارًا من عام 2020، يتوقع أن تبلغ الزيادة نحو 8 أطنان للفرد الواحد بحلول 2030. ومع ذلك، فإذا نُفذت سياسات مناسبة لإمدادات الكهرباء والنقل البري والمباني السكنية، فإن الانخفاض سيكون ممكنًا.